# 伊万·秋列涅夫
伊万·弗拉基米洛维奇·秋列涅夫（俄语：Иван Владимирович Тюле́нев，1892年1月16日—1978年8月15日）苏联军事指挥官，曾参加第一次世界大战、俄国内战、第二次世界大战，曾在骑兵第1集团军中服役，参与镇压喀琅施塔得起义，1939年指挥第12集团军参与入侵波兰的军事行动，1941年晋升为大将，二战苏德战争爆发后负责莫斯科军区。1918年加入俄共（布）。